# Furci Siculo

Ubicació de Furci Siculo dins la província

Furci Siculo (sicilià Furci Sìculu) és un municipi italià, dins de la ciutat metropolitana de Messina. L'any 2006 tenia 3.500 habitants. Limita amb els municipis de Casalvecchio Siculo, Pagliara, Roccalumera, Santa Lucia del Mela, Santa Teresa di Riva i Savoca.

## Administració
| Període | Identitat            | Partit        |
| ------- | -------------------- | ------------- |
| 2008-   | Bruno Antonio Parisi | Llista cívica |